# Златарский, Васил
Васил Николов Злата́рский (болг. Васил Николов Златарски; 1866, Тырново, Османская империя — 1935, София, Болгария) — болгарский историк-медиевист и археолог, знаменитый своим трёхтомным трудом «История Болгарского государства в Средние века». Ректор Софийского университета.

## Биография
Родился 14 ноября 1866 года в семье учителя Николы Златарчето, видного деятеля просветительского и церковно-национального движения. Его братьями были Георгий (геолог), Стефан (офицер) и Александр (экономист). Начальное образование получил в Петропавловской семинарии в Тырново (окончил здесь три класса). Из-за ранней смерти отца Васил перебрался к своему брату в Петербург, где в 1887 году окончил Первую классическую гимназию. После окончания гимназии вопреки желанию родственников, Васил поступил на историко-филологический факультет Петербургского университета, где в сотрудничестве с А. А. Васильевым, В. И. Ламанским, В. Г. Васильевским приступил к углублённому изучению болгарского средневековья. В 1891 году он окончил университет, защитив кандидатскую диссертацию на тему: «Письма Константинопольского патриарха Николая Мистика к болгарскому царю Симеону».
В 1893 году В. Златарский был направлен в Берлин для прохождения специализации по археологии. В 1895 году он вернулся в Болгарию и с 1 октября 1895 года начал работать в качестве преподавателя мужской гимназии в Софии. Он также был командирован в качестве лектора в Высшее училище (ныне — Софийский университет). С 1 сентября 1897 года В. Златарский становится доцентом кафедры болгарской истории Высшего училища, с 1 января 1901 — экстраординарным профессором. После преобразования училища в Софийский университет (1904) В. Златарский становится заведующим кафедрой болгарской истории. С 1 января 1906 года — ординарный профессор. Читал в университете следующие общие и специальные курсы: история Болгарии (от основания первого Болгарского царства до XVII века), болгарская историография, источники богомильского вероучения, византийские хронисты как источник по истории Болгарии, ответы папы Николая I на вопросы болгар, «История славяноболгарская» отца Паисия и её источники, положение болгар в годы турецкого владычества, история Румынии, история Сербии. Как специалист по средневековой болгарской истории Златарский приглашался для преподавания в ряд высших учебных заведений Софии: Военную академию, Духовную семинарию, Балканский ближневосточный институт. Являлся членом многочисленных обществ и клубов.
С 1900 года — действительный член Болгарского общества ревнителей знаний (в 1911 году переименовано в Болгарскую Академию наук, БАН).
В 1900—1921 годах — секретарь БАН.
В 1906—1907 и 1919—1920 годах был деканом историко-филологического факультета Софийского университета.
В 1913—1914 и 1924—1925 годах — ректор Софийского университета.
В 1916 году, в самый разгар Первой мировой войны, профессор Васил Златарский принял участие в научно-разведывательной миссии на территории Македонии и Поморавии, организованной штабом действующей армии. Своё путешествие «профессор поручик В. Н. Златарский» описал в докладе «Пътуване на професор Васил Златарски из Македония, 1916 г.».
В 1921—1926 годах — председатель историко-филологического отделения БАН.
С 1921 года — вице-президент БАН.
Действительный член Русского археологического института в Константинополе (1899), Московского археологического общества (1899), финно-угорского содружества в Гельсингфорсе, Общества истории и древностей российских при Московском университете (1904), Болгарского археологического института (1910), член-корреспондент Российской Академии наук в Санкт-Петербурге (1911), Чешской Академии науки и искусств в Праге (1911), Югославской Академии науки и искусств в Загребе (1929), School of Slavonic Studies  при Лондонском университете (1925), Венгерского учёного общества в Будапеште (1928), Исторического общества в Нови-Сад, почётный член Института Кондакова в Праге, honoris causa славянской филологии Харковского университета (1907).
В 1911—1935 — председатель Болгарского исторического общества. Представлял болгарскую историческую науку на многочисленных международных встречах и конгрессах (в Москве, Загребе, Праге, Афинах и др.)
Златарский был председателем IV Международного конгресса византинистов в Софии в 1934 году.
Умер 15 декабря 1935 года в Софии.
После смерти академика Златарского (1935) Софийский университет и БАН получили соболезнования практически от всех университетов и академий Европы.

## Важнейшие работы
- Писмата на византийския император Романа Лакапина до българския цар Симеон (1894)
- Българска история. Лекции (1902)
- Юрий Ив. Венелин и значението му за българите 1802—1902 (1902)
- Студии по българска история (1903)
- Имали ли са българите своё летоброене (1911)
- Договорът на княза Иванко, син Добротичев с генуезците 1387 (1911)
- История българите от появата им в Европа до основаването на българското царство на Балканския полуостров, Годишник на Софийския университет. Историко-филологически факултет, 10-11, 1914, с. 1-112
- Посланието на Цариградския патриарх Фотий до българския княз Борис в славянски превод (1917)
- Vasil Slatarski, Geschichte der Bulgaren I: Von der Gründung des bulgarischen Reiches bis zur Türkenzeit (679—1396) / Bulgarische Bibliothek 5, Leipzig 1918
- История на българската държава през Средните векове. Т.1 Първо българско царство. Ч.1 Епоха на хуно-българското надмощие (679—852), С. 1918, 3 изд. С. 1970, Ч.2 От славянизацията на държавата до падането на Първото царство (852—1018), С. 1927; 2 изд. С. 1971; Т. 2 България под Византийско владичество (1018—1187), С. 1934, С. 1972; Т.3 Второ българско царство. България при Асеновци (1187—1280), С. 1940, 2 изд. С. 1971—1972
- Нова политическа и социална история на България и Балканския полуостров (1921)
- Политическата роля на Софроний Врачански през Руско-турската война 1806—1812 (1925)
- Политическото положение в Северна България през XI и XII век / Известия на Българското историческо дружество, 9 (1929), с. 1-50
- Избрани съчинения в 4 тома Т.1 1972, Т. 2 1984

### Труды
- История на българската държава през средните векове. Том I., История на Първото българско царство. Част I. Епоха на хуно-българското надмощие (679—852) София 1918
- История на българската държава през средните векове. Том I. История на Първото българско царство. Част II. От славянизацията на държавата до падането на Първото царство (852—1018) София 1927
- История на българската държава през средните векове. Том II. България под византийско владичество (1018—1187) София 1934
- Как са писали македонците преди 115 години? в: сп. «Македонски преглед», година V, 1929, книга І, стр. 117—120.
- Пътуване на профессор Васил Златарски из Македония, 1916 г.

### О нём
- Профиль В.Н. Златарского на официальном сайте РАН
- Герд Л., Николов А. О проекте участия В. Н. Бенешевича в Софийском конгрессе византинистов 1934 г. // Российское византиноведение. Традиции и перспективы. Тезисы докладов XIX Всероссийской научной сессии византинистов. Москва, 27-29 января 2011. — Москва, 2011. — С. 68—71
- Николов А. Факти и догадки за събора през 893 година. // България в световното културно наследство. Материали от Третата национална конференция по история, археология и културен туризъм «Пътуване към България» — Шумен, 17-19. 05. 2012 г. / Съст. Т. Тодоров. — Шумен, 2014. — С. 229—237
- Безверха В. М. Формування життєвого та наукового світогляду В.Н. Златарски // Наукові праці історичного факультету Запорізького національного університету. — Запоріжжя: ЗНУ, 2015. — Вып. 43.